# Мария (печенье)
«Мария» — торговое название сорта затяжного печенья, одного из самых известных в мире (иностранные варианты: María, Marie, Marietta, Mariebon).

## История
Печенье создано в 1874 году английской кондитерской компанией «Peek Freans» (англ.) в честь помолвки великой княжны Марии Александровны с Его Королевским Высочеством принцем Альфредом, герцогом Эдинбургским, вторым сыном королевы Виктории. Рецепт является модификацией уже популярного в Великобритании печенья «Рич Ти» (англ.) — из состава был убран солод и добавлена ваниль.
Рецепт расходился по европейским кондитерским фабрикам, копирующим лидеров промышленности — англичан. Англичане привезли рецепт в свои колонии — в Пакистане «Мария» является самым популярным печеньем к чаю до сих пор.
В Испании дешёвую в производстве «Марию» начали продавать в огромных количествах после окончания Гражданской войны в 1939 году. Из Испании печенье попало в Мексику, Южную Америку и в США, где оно воспринимается как испанское, хотя в Испании его популярность снижается.
В СССР «Марию» производила фабрика «Большевик».

## Описание
Печенье круглой формы с волнистыми краями и сквозными проколами. На одной стороне имеется тиснение с надписью «Мария».
Как любое затяжное, печенье готовят многократным сложением и последующим прокатом тонкого листа теста с помощью специальных валиков, что обеспечивает неспособность к крошению и повышенную слоистость.

## Варианты использования
Благодаря низкой влажности теста, обеспечивающей намокаемость до 180 %, и дешевизне, «Мария» используется для приготовления разнообразной холодной выпечки — слои печенья смазываются сливками, сгущённым молоком, маслом, карамелью. Среди популярных рецептов — торт «Холодная собака», пирожное «Картошка», десерт «Натильяс» (исп., английский крем с печеньем), торт «Павэ».

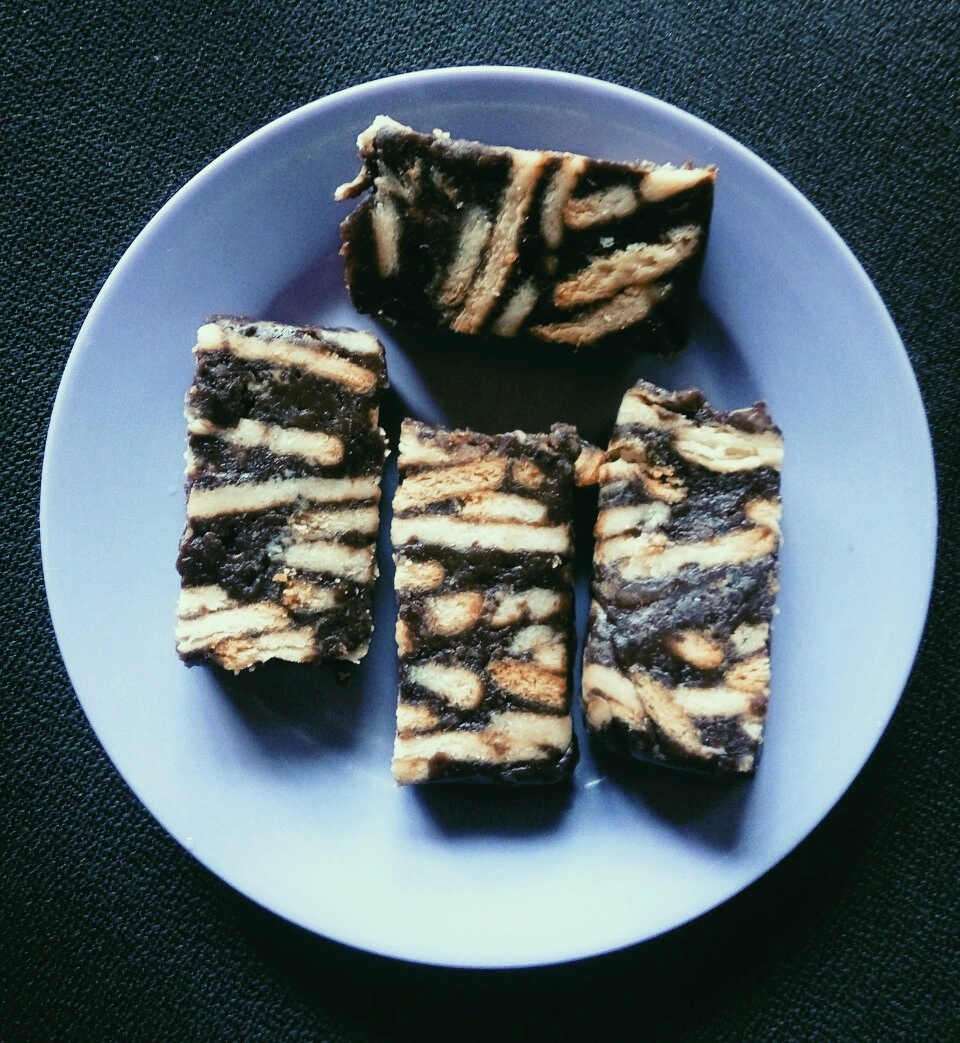
Малайзийский торт Батик
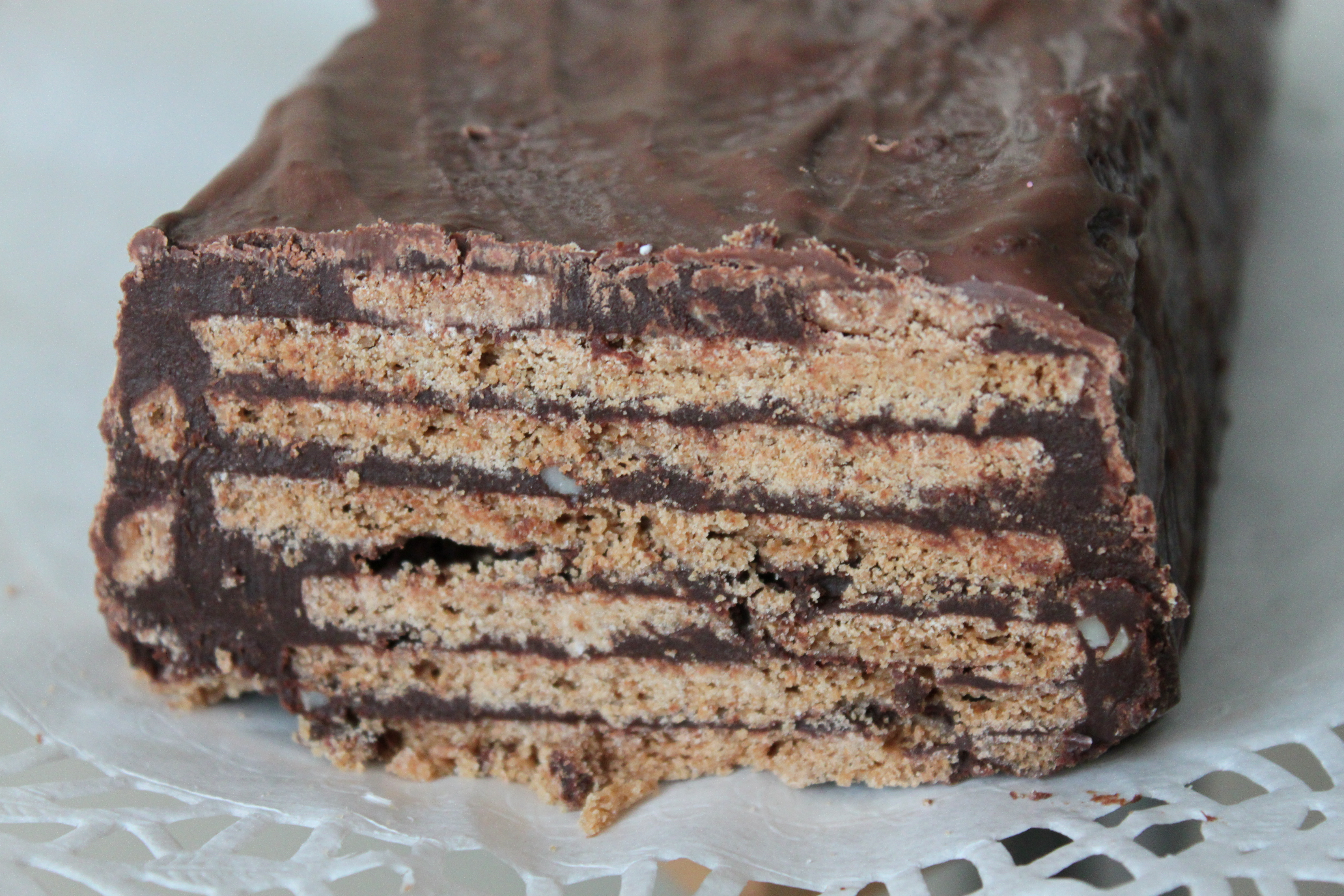
Немецкий торт Холодная собака
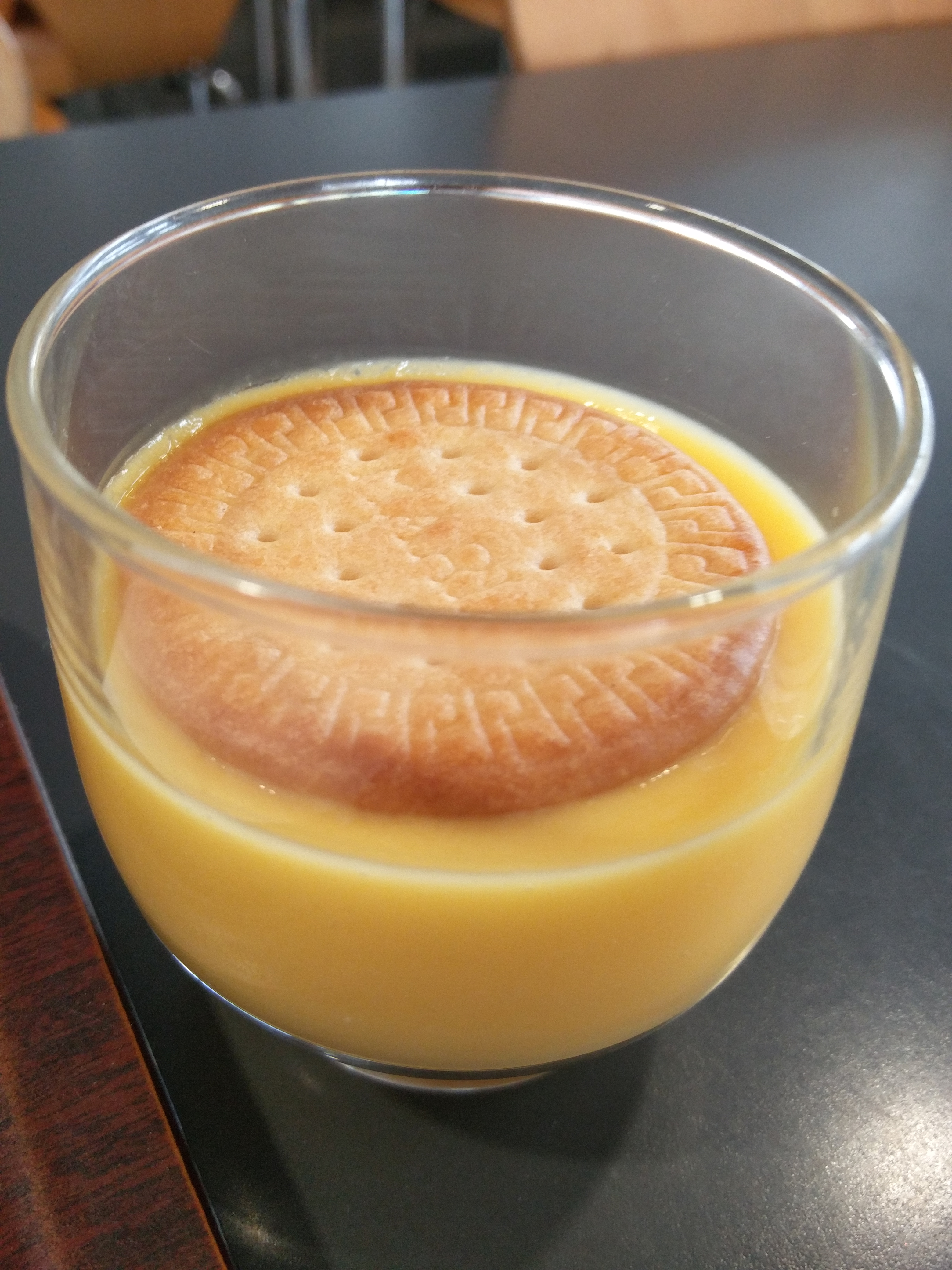
Испанский десерт «Натильяс» с печеньем Мария